# Perro de búsqueda y rescate

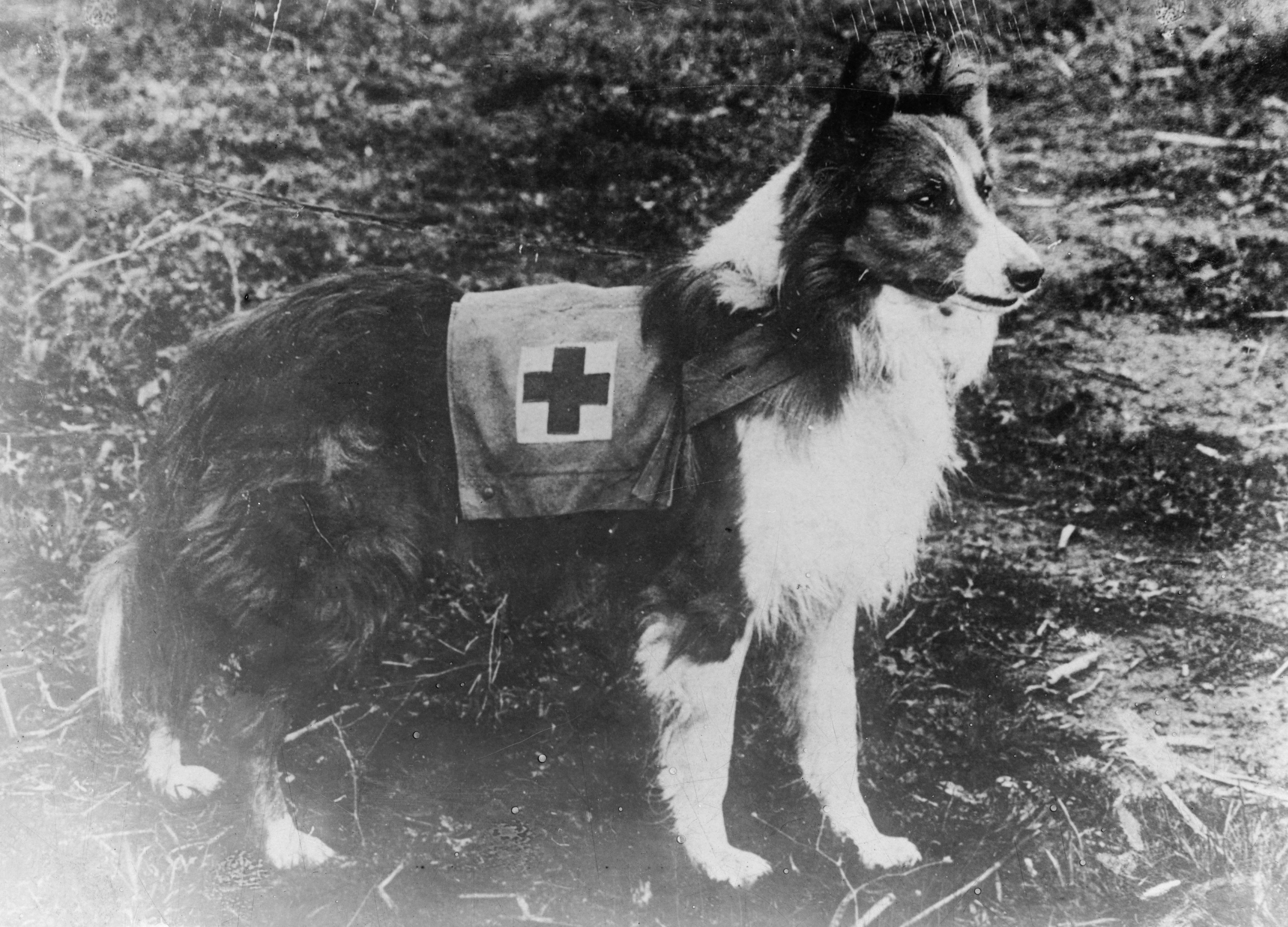
Perro de la raza collie como rescatista de la Cruz Roja (1909)

Los perros de búsqueda y rescate, o perros bombero, son animales entrenados para encontrar personas vivas o recién fallecidas en muy diversas situaciones:
- cubiertas por aludes de nieve o tierra;
- grandes áreas;
- atrapadas en espacios confinados, estructuras colapsadas o deslaves sobre áreas habitadas;
- rescate por arrastre de náufragos o bañistas (perro de agua);
- búsqueda forense para víctimas de desastres, crímenes, fosas comunes o personas ahogadas en cuerpos de aguas.
- funciones paramédicas

## Antecedentes

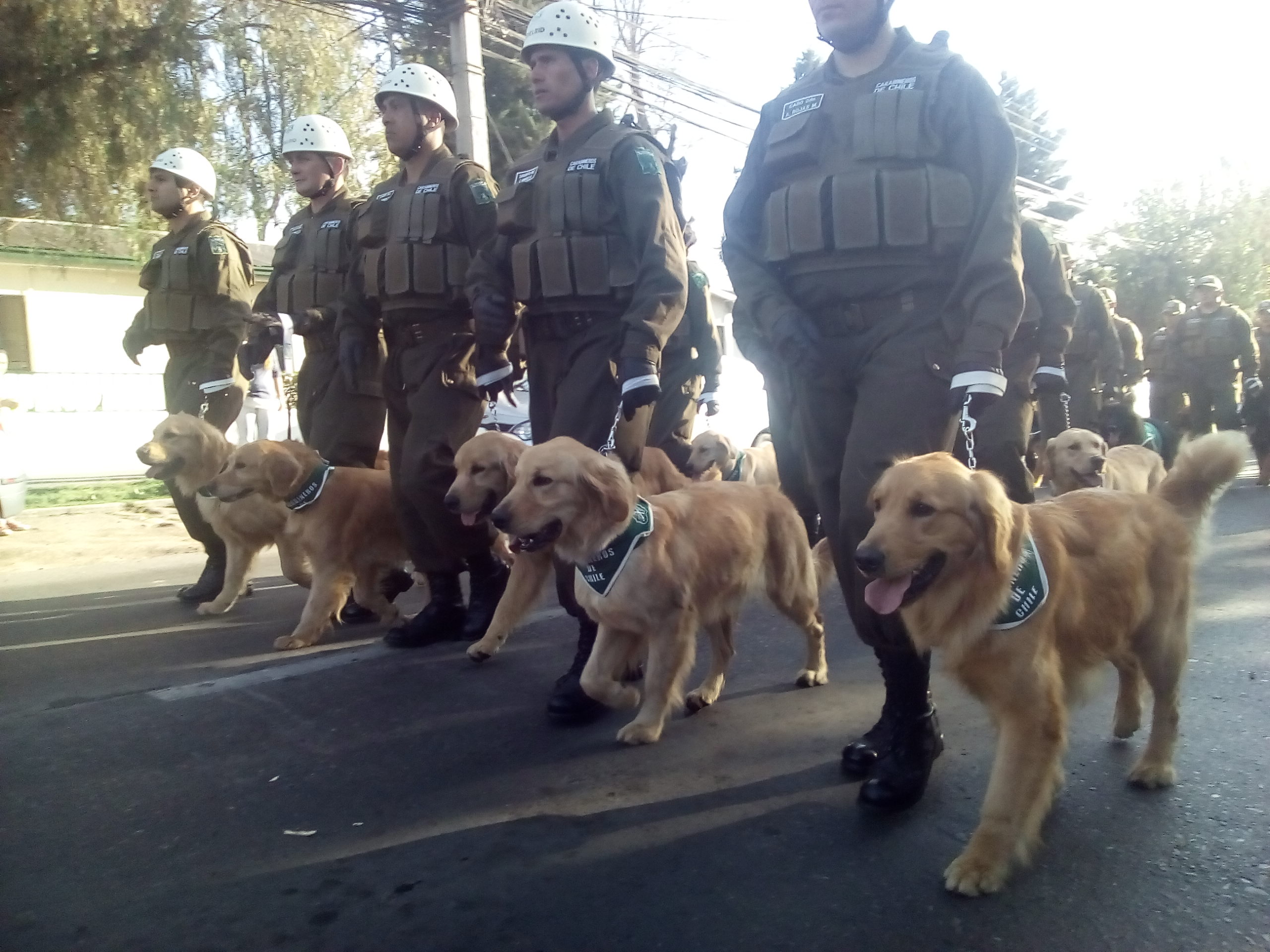
Desfile con perros de rescate de Carabineros de Chile.

Los perros, con un sentido del olfato mucho más desarrollado que el humano, el hombre tiene unos cinco millones de células olfativas, el perro alrededor de doscientos cincuenta millones, son capaces de detectar el olor de una persona viva por las cuarenta mil células que se desprenden de la piel por minuto y flotan en el aire como balsas de piel. El olor a putrefacción también les ayuda a localizar a las víctimas. Estos son los llamados "perros de venteo", a diferencia de los "perros de rastreo", que se especializan en encontrar personas perdidas siguiendo su rastro, en ocasiones a partir del último lugar donde fueron vistas.
Pero no todas las razas de perro sirven para realizar labores de rescate, según afirma Moisés Belloch, presidente y fundador de la ONG IAE (Intervención, Ayuda y Emergencias) "Vale un gran abanico de razas o mestizos, pero suelen ser tipo border collie, golden retriever, labradores, pastores alemanes y pastores belgas".
Las unidades caninas que trabajan con los diferentes cuerpos de protección civil, policía, y ejército también se dedican a labores de detección de sustancias prohibidas, materiales explosivos, dinero, etc.

## Tipos
Los perros rescatistas se pueden clasificar en dos tipos principales:
- Perros rastreadores: estos perros están entrenados para seguir el rastro de personas desaparecidas. Los perros rastreadores suelen ser de razas como el labrador retriever, el pastor alemán o el bloodhound.
- Perros de detección: estos perros están entrenados para detectar personas atrapadas bajo escombros o sustancias peligrosas. Los perros de detección suelen ser de razas como el labrador retriever, el pastor belga malinois o el golden retriever.

## Regulación internacional

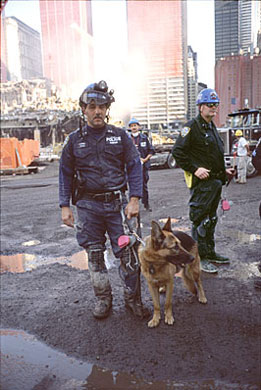
Pastor alemán usado en el rescate de supervivientes tras los atentados del 11 de septiembre de 2001

En 1999 la Federación Cinológica Internacional crea el primer "Reglamento Canino Internacional para la Evaluación de Perros de Salvamento" (FCI, 1999). Debido al poco interés para con este programa por parte de la FCI y a que se había evidenciado la necesidad de trabajar de manera coordinada en la atención de desastres (como el terremoto de Armenia en 1998) y en el marco del V Simposio Internacional para Perros de Salvamento en Berlín (1993), un grupo de guías caninos rescatistas fundó la Organización Internacional para Perros de Salvamento (IRO) con sede en Austria, que publicó en el año 2000 su Reglamento Internacional de Pruebas para Perros de Salvamento.
El 25 de enero de 2006 ambas instituciones firman el Convenio de Cooperación (FCI/IRO Kooperationsvereinbarung 2006) donde entre otros temas presentan y asumen los International Testing Standards for Rescue Dog Tests (FCI/IRO, 2005).
Por su parte la Asamblea General de las Naciones Unidas en su resolución 57/150 del 27 de febrero de 2003, numeral ocho, alienta a los Estados miembros a que, con el apoyo de la Oficina de Coordinación de Asuntos Humanitarios (OCHA) de la Secretaría y en colaboración con el Grupo Consultivo Internacional (INSARAG), continúen las iniciativas para aumentar la eficiencia y la eficacia de la asistencia internacional para las operaciones de búsqueda y salvamento en zonas urbanas, incluida la elaboración de normas comunes. Es así como INSARAG comisiona a IRO para desarrollar una propuesta de reglamento operativo universal para perros de salvamento.
A nivel nacional y estatal, existen innumerables organizaciones de perros de búsqueda y rescate, entre las que destacan la "Agencia Federal para la Ayuda Técnica" de Alemania y la Agencia Federal para Manejo de Emergencias de EE. UU. Igualmente existen organizaciones no gubernamentales que se ocupan del tema en diferentes partes del mundo.
En marzo de 2011 la oficina de la ONU para la coordinación de temas humanitarios publica los documentos: Guidelines And Methodology y External Classification / Reclassification Guidelines.

## Perros de búsqueda y rescate en el mundo

### México
En 1920, la Cruz Roja Mexicana comenzó a entrenar perros para búsqueda y rescate.
En 1947, la Cruz Roja Mexicana estableció una unidad especializada en búsqueda y rescate con perros. La unidad participó en numerosas operaciones de rescate, incluyendo los terremotos de 1985 y 2017 en Ciudad de México.

#### Entrenamiento
Desde 1983, la extinta Policía Federal reclutaba perros rescatistas cuando tenían entre 18 meses y tres años de edad. Al seleccionar a estos perros, se consideraban no solo sus habilidades olfativas, sino también cualidades físicas, como la ausencia de antecedentes de displasia de cadera, y características de personalidad específicas.
Dependiendo de su propósito, ya sea buscar explosivos, narcóticos o realizar labores de búsqueda y rescate de personas, se buscaban diferentes características en los perros. Los perros destinados a la detección de explosivos debían ser más cautelosos, mientras que los dedicados a la detección de narcóticos a veces eran más tranquilos y letárgicos. Por otro lado, los perros de búsqueda y rescate debían ser sociables pero también independientes, capaces de alejarse cuando realizaban sus tareas.Estos perros también poseen un sexto sentido innato de búsqueda y una gran capacidad de investigación. Durante aproximadamente diez a doce meses, recibían un entrenamiento inicial para desarrollar su capacidad de detectar olores incluso en circunstancias difíciles. Este entrenamiento se basaba en un juego, donde el perro se apega a un juguete específico que se convierte en su "atractor", y se le enseña a buscar ese olor en simulaciones con seudoaromas similares a sustancias como la adrenalina, explosivos o drogas. Cuando el perro encuentra el olor objetivo, recibe cariño y refuerzos positivos, además de recuperar su juguete.
Estos perros también reciben cuidados especiales, incluyendo baños cada 21 días, cepillado al menos dos veces por semana, revisiones médicas mensuales que incluyen masajes para aliviar la tensión muscular, y alimentación diaria.Cuando llegaba el momento de su jubilación, estos perros poseían la posibilidad de ser adoptados por cualquier mexicano interesado, a través de la Federación Canófila Mexicana, que  se aseguraba de que el perro fuera a vivir en buenas condiciones.

#### Grupos de rescate y organizaciones
En la actualidad, existen varias organizaciones en México que se dedican a entrenar y certificar perros rescatistas. Estas organizaciones incluyen la Cruz Roja Mexicana, la Secretaría de Marina-Armada de México y la Federación Mexicana de Perros de Rescate.
- SAR K9[9]
- Topos[10]
- Unidad Canina de Búsqueda y Rescate de Personas, de la Dirección General de Análisis, Protección y Seguridad Universitaria (DGAPSU) de la UNAM[11]
- Equipo de rescate de la Secretaría de la Defensa Nacional (Sedena)[12]

#### Perros famosos
- Frida[13][14][15]
- Proteo (perro de rescate)[16]
- Athos (perro de rescate)[17]